# Ецезис
Ецезис (грец. oikisis — колонізація) — процес завоювання рослинами вільного простору. Ецезис — одна зі сторін сингенезу.
Після того як рослина проникла на оголену територію, вона починає пристосовуватися до нових умов. Процес пристосування особин рослин до нових для них умов називають ецезисом. Він закінчується тоді, коли рослина дасть плоди та насіння.
Не всі діаспори, що потрапили на оголену територію, проростають відразу. Насіння більшості видів довго зберігає схожість, нерідко десятки або навіть сотні років. При цьому вони проростають не в один рік, а за сприятливого збігу обставин. Це забезпечує умови кращого збереження проростків.
Насіння, що утворюють ґрунтовий запас, нерідко належить рослинам різних життєвих форм і тому забезпечують розвиток рослин при різноманітних умовах середовища (насіння одних видів проростає при більш високих температурах, інших — при більш низьких, одні при більшій вологості ґрунту, інші — при меншій і т. д.)
Рослини, що вкоренилися на оголеній території починають плодоносити і самі стають джерелом діаспор. Тепер діаспори потрапляють на заселювану площу не тільки іззовні, але і від тих рослин, які вже ростуть і плодоносять тут же.
На стадії проростків багато рослин, що розвиваються на оголених територіях, гинуть під дією несприятливих умов, в результаті знищення тваринами або паразитичними рослинами і внаслідок конкуренції з іншими проростками.
Залежно від умов існування оголену територію населяють один або декілька видів. Чим суворіші умови, тим менша кількість видів рослин може почати тут свій розвиток. Найбільш бідний склад проростків типовий для сильно засолених ґрунтів, оголень скель та ін.
Коли рослина зі стадії проростка переходить у більш пізні стадії розвитку, її потреби у воді та їжі зростають, а запаси поживних речовин в насінні або в плоді до цього часу вичерпуються, і рослина цілком залежить від харчових ресурсів зовнішнього середовища. Тому з ростом рослин посилюється і конкуренція. Чим суворіше умови середовища, тим більшу роль для рослин, що впроваджуються на дану територію, відіграє прямий вплив зовнішніх умов і тим менше значення має конкуренція. Чим менш суворі умови середовища, тим меншу роль відіграють зовнішні умови і тим більше значення конкуренції.

## Приклад Кракатау
Прикладом ецезису може служити заселення острова Кракатау (Індонезія) після вулканічного виверження, яке покрило частину острова шаром попелу товщиною до 60 м. Через рік після виверження вулкану там мешкало кілька видів трав'янистих рослин і всього лише один вид павуків. Через 25 років — уже 202 види тварин, а через 36 років — 621 вид, через 51 рік вже в сьогочасному молодому лісі жило 880 видів тварин.

## Ресурси Інтернету
- Динаміка біогеоценозів: Флуктуації та сукцесії [Архівовано 3 квітня 2015 у Wayback Machine.]
- Розвиток біогеоценозів